# Küdorfer

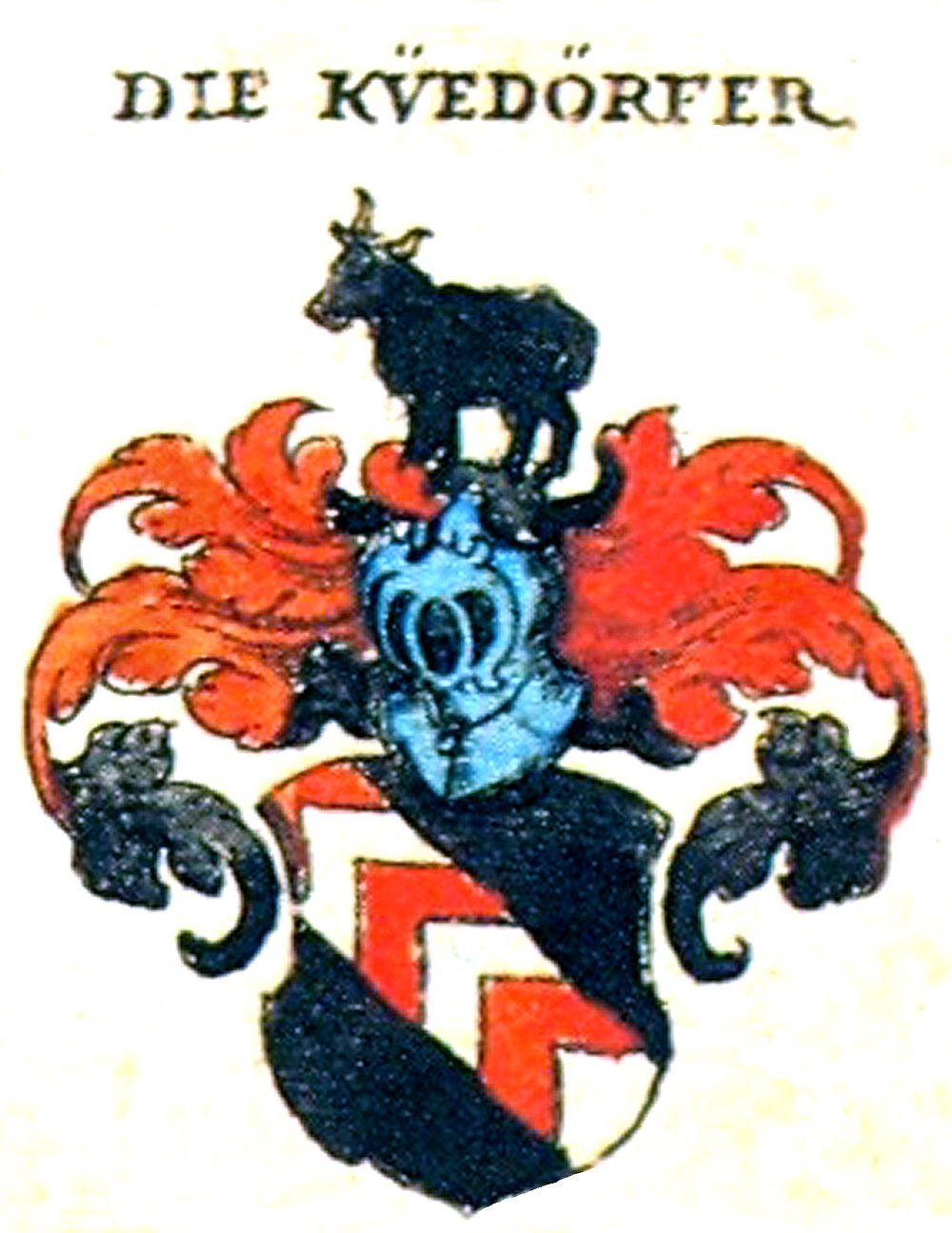
Das Wappen der Küdorfer

Die Küdorfer waren eine der ältesten Patrizierfamilien der Reichsstadt Nürnberg, erstmals urkundlich erwähnt als Zeugen einer Grundbesitzschenkung an das Nürnberger Elisabethspital im Jahr 1236. Sie waren wahrscheinlich von Anfang der Ratsaufzeichnungen, gesichert jedoch von 1318 bis 1369 im Inneren Rat vertreten.

## Geschichte
Die Küdorfer (auch: Kuedorffer, Küedorffer oder Kühedörffer von Kühdorf) entstammten der Ministerialität bzw. der Ritterschaft um Schwabach (siehe auch Liste fränkischer Rittergeschlechter). Die Stammtafel des Rittergeschlechtes reicht bis ins 12. Jahrhundert zurück. Ihr Name leitet sich von ihrem Stammsitz, Kühedorf bei Büchenbach, ab. Hier errichteten sie eine Burg, die 1450 im Ersten Markgrafenkrieg von den Nürnberger Truppen fast vollständig zerstört wurde.
Um 1400 verließen sie Nürnberg und heirateten in den fränkischen Adel ein. 1418 wurde Konrad Küdorfer vor dem kaiserlichen Landgericht der Burggrafschaft Nürnberg wegen eines Darlehens verklagt, das ihm Konrad Geuder und ein Schwabacher Kaufmann in Paris gegeben hatten. Mit Lorenz von Kühedorf erlosch das Geschlecht 1599.

## Ehemalige Besitzungen (Auszug)
- ????–???? Kühedorf (die Burg seit 1556 bis auf geringe Reste abgegangen)
- ????–???? Besitzungen in Büchenbach
- ????–???? Besitzungen in Eckersmühlen bei Roth[1]
- ????–???? Besitzungen in Rothaurach[2]

## Bekannte Familienmitglieder
- Lorenz von Kühedorf (?–1599), war in seiner Jugend ein, besonders von den Nürnberger Kaufleuten, gefürchteter Raubritter. Nach Verhaftung, Verbannung durch Kaiser Ferdinand nach Ungarn und späterer Begnadigung, wurde er in Folge Reiterhauptmann der freien Reichsstadt Augsburg, des Königs von Dänemark und des Markgrafen von Ansbach. Er verstarb, kinderlos und hochverschuldet, als Amtmann von Gunzenhausen.[3]

## Wappen
In Schwarz ein silberner Schrägbalken mit drei roten Sparren.

## Grabplatten und Epitaphen der Küdorfer

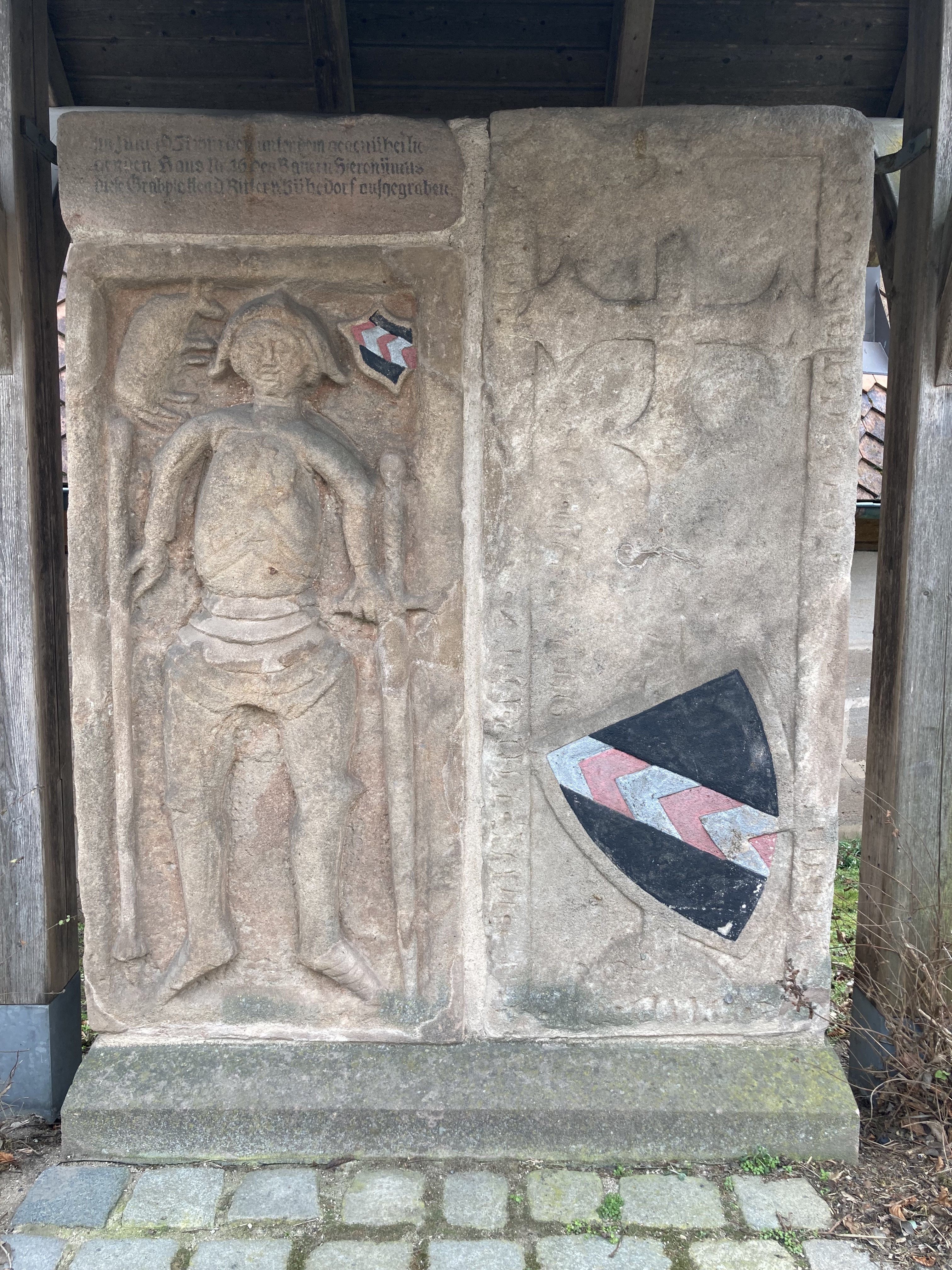
Zwei Grabplatten, Kühedorf, links vermutlich Konrad d.Ä von Kühedorf († 1428)
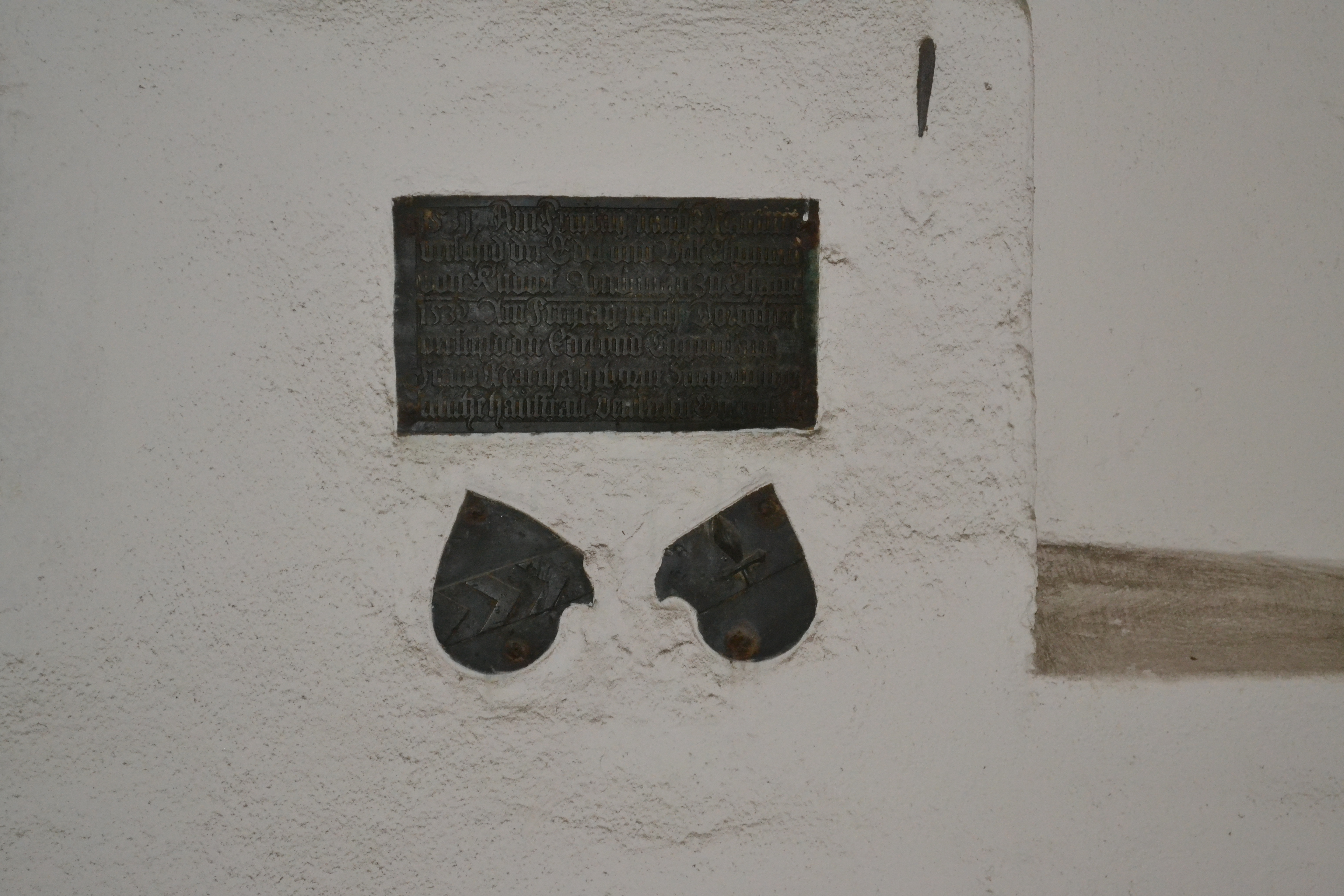
Epitaph des Thomas von Kühedorf († 1531), Alter Schwabacher Friedhof
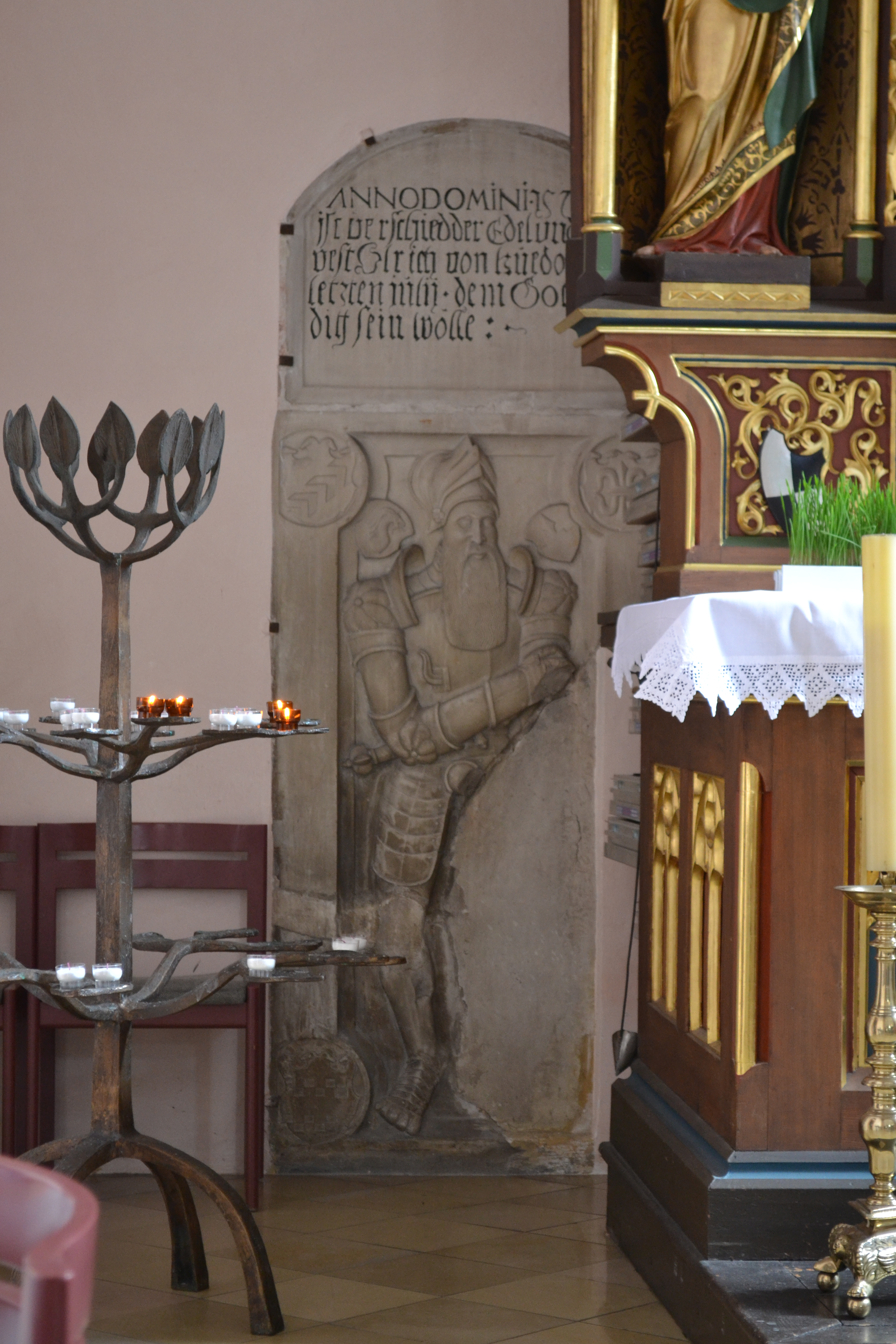
Grabplatte des Ritters Ulrich von Kühedorf († 1570), ev. Stadtkirche Roth
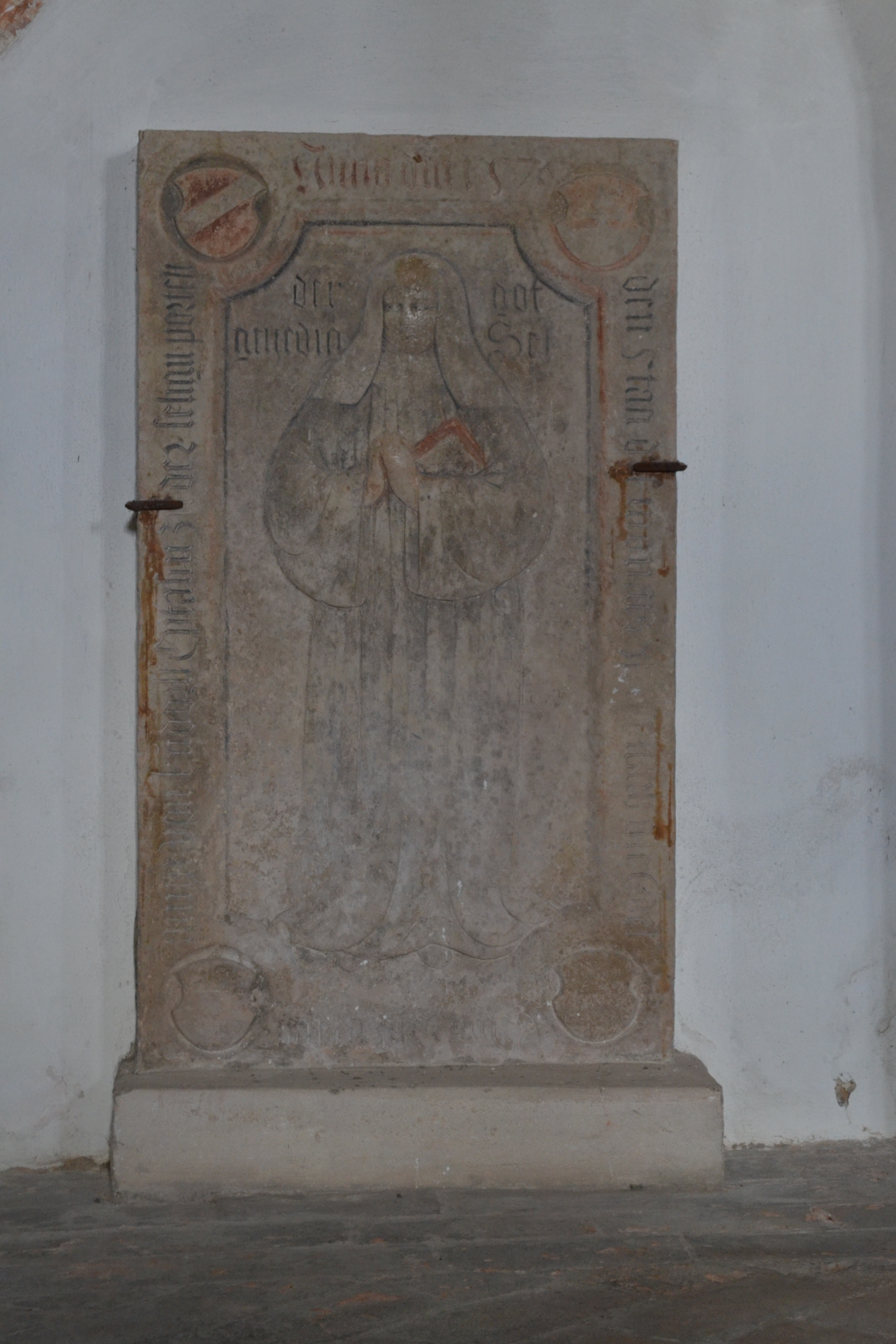
Grabplatte der Anna von Kühedorf († 1576), Klosterkirche Seligenporten

## Siehe auch

Erinnerung an die Küdorfer im Büchenbacher Wappen